# يو دونغ
يو دونغ (بالصينية: 于冬) هو رائد أعمال ومنتج أفلام صيني، ولد في 1971 في بكين في الصين.